# منتخب ماكاو تحت 23 سنة لكرة القدم
منتخب ماكاو تحت 23 سنة لكرة القدم هو ممثل ماكاو الرسمي في المنافسات الدولية في كرة القدم
.